# Мушина гора
Мушина гора — заповідне урочище місцевого значення. Об'єкт розташований на території Черкаського району Черкаської області, квартал 5 Григорівського лісництва, південний схил пагорба справа від шляху при в'їзді в село Трахтемирів.
Площа — 5 га, статус отриманий у 1979 році.